# Parafia Bienville
Parafia Bienville (ang. Bienville Parish, fr. Paroisse de Bienville) – parafia cywilna w stanie Luizjana w Stanach Zjednoczonych. Obszar całkowity parafii obejmuje powierzchnię 822,07 mil² (2 129,16 km²). Według danych z 2010 r. parafia miała 14 353 mieszkańców. Parafia powstała w 14 marca 1848 roku i nosi imię Jean-Baptiste de Bienvillego.

## Sąsiednie parafie
- parafia Claiborne (północ)
- Parafia Lincoln (północny wschód)
- parafia Jackson (wschód)
- parafia Winn (południowy wschód)
- parafia Natchitoches (południe)
- parafia Red River (południowy zachód)
- parafia Bossier (zachód)
- parafia Webster (północny zachód)

## Miasta
- Arcadia
- Gibsland
- Mount Lebanon
- Ringgold

## Wioski
- Bienville
- Bryceland
- Castor
- Jamestown
- Lucky
- Saline